# 대한민국 형사소송법 제71조의2
대한민국 형사소송법 제71조의2는 구인 후의 유치에 대한 형사소송법의 조문이다.

## 조문
제71조의2(구인 후의 유치) 법원은 인치받은 피고인을 유치할 필요가 있는 때에는 교도소·구치소 또는 경찰서 유치장에 유치할 수 있다. 이 경우 유치기간은 인치한 때부터 24시간을 초과할 수 없다. [본조신설 2007.6.1.]

## 참고 문헌
- 손동권 신이철, 새로운 형사소송법(초판, 2013), 세창, 2013. ISBN 9788984114081

## 같이 보기
- 강제처분
- 구인
- 유치
- 교도소
- 구치소
- 경찰서